# Urakami Takeshi
Takeshi Urakami (sinh ngày 7 tháng 2 năm 1969) là một cầu thủ bóng đá người Nhật Bản.

## Sự nghiệp câu lạc bộ
Takeshi Urakami đã từng chơi cho Yokohama Marinos, Shimizu S-Pulse và Kawasaki Frontale.